# 伊朗臨時政府
伊朗伊斯蘭革命臨時政府（波斯語：دولت موقت ايران）通稱伊朗臨時政府，是伊朗在經歷伊斯蘭革命後成立的第一個政府。臨時政府在沙普尔·巴赫蒂亚尔（前伊朗沙阿穆罕默德-礼萨·巴列维任命的最後一位首相）仍掌權的情況下在1979年2月4日根據魯霍拉·穆薩維·霍梅尼的授意下建立，由邁赫迪·巴扎爾甘領導。邁赫迪·巴扎爾甘是臨時政府的总理，他在1979年2月14日引入七名內閣成員。
伊朗伊斯蘭共和國的憲法在1979年10月24日的公投獲得通過，並在1979年12月3日生效。不過，臨時政府在發生伊朗人質危機不久後的1979年11月請辭，當時革命領袖霍梅尼支持脅持人質，而臨時政府則持相反意見。伊斯蘭革命議會接替成為伊朗政府，直至1980年8月12日議會成立為止。

## 霍梅尼的指令
軍方宣佈在霍梅尼與巴赫蒂亞爾之間保持中立，使巴赫蒂亞爾失去了最後的救命稻草。巴赫蒂亞爾在2月11日逃亡，當天被稱為「伊斯蘭革命勝利日」。
1979年2月5日，霍梅尼任命巴扎爾甘成為臨時革命政府总理。
在他的法令當中提到：
|  | 根據聲勢浩大的集會及為數眾多的示威活動所代表的多數伊朗民眾意向及革命議會的提案，以及你對伊斯蘭教神聖宗旨的堅定信念及你在先前為伊斯蘭教和民族的奮鬥，我授權給你組建臨時政府而不必加入任何政黨或倚靠任何派別。臨時政府負責安排組織國家事務，特別是要落實將國家轉變成伊斯蘭共和國的公投，由人民代表組成「創建者議會」通過新政權的憲法，並根據憲法舉行議會選舉。你有必要在我闡明的條件下儘快任命和引入臨時政府的人員。公職人員、軍隊及人民應盡最大的努力與臨時政府合作，以達成伊斯蘭革命崇高和神聖的理想，並恢復國家秩序和運作。願真主保祐你和臨時政府能夠在這個國家歷史的敏感時期裡取得成功。 |

－魯霍拉·穆薩維·霍梅尼
除了頒佈這條指令外，霍梅尼還明言伊朗人有義務服從巴扎爾甘，這是一種宗教義務。
|  | 從神聖立法者（先知）得到的監護權，我在此宣佈巴扎爾甘為統治者，從我任命起，他必須得到服從。民族必須要服從他，因為這不是一個普通的政府，這是根據沙里亞法規行事的政府，反對這個政府便意味著反對伊斯蘭教沙里亞法規……顛覆真主的政府便是顛覆真主，而顛覆真主是褻瀆行為。 |

臨時政府被形容為革命議會的「從屬」，大量的委員會爭奪臨時政府的權力，使臨時政府的統治面臨困難。

## 內閣成員
多名內閣部長不能處理權力重疊的情況因而請辭，導致巴扎爾甘多次改組內閣。在一些情況下，一個部門由一名代理部長或巴扎爾甘本人負責。
以下是巴扎爾甘的內閣名單：
| 部門             | 部長                                               |
| ---------------- | -------------------------------------------------- |
| 总理             | 迈赫迪·巴扎尔甘                                    |
| 副总理           | 阿巴斯·阿米爾-安蒂扎姆                             |
| 農業部           | 阿里-穆罕默德·伊扎迪                               |
| 商務部           | 禮薩·薩德爾                                        |
| 郵政部           | 穆罕默德-哈桑·伊斯拉米                             |
| 文化及高等教育部 | 阿巴斯·多茲多拉尼 哈桑·哈比比                      |
| 國防及三軍後勤部 | 艾哈邁德·邁達尼 穆斯塔法·查姆蘭                    |
| 經濟部           | 阿里·阿達蘭                                        |
| 教育部           | 戈拉姆-侯賽因·舒克霍希 穆罕默德-阿里·拉賈伊        |
| 能源部           | 阿巴斯·塔傑                                        |
| 外交部           | 卡里姆·桑賈比 迈赫迪·巴扎尔甘 易卜拉欣·雅兹迪      |
| 衞生部           | 卡齊姆·薩米                                        |
| 住房和城鄉建設部 | 穆斯塔法·卡蒂拉比                                  |
| 工業部           | 馬哈茂德·艾哈邁德扎德                              |
| 內政部           | 艾哈邁德·薩德爾·哈吉·賽義德·賈瓦迪 哈希姆·薩巴吉安 |
| 司法部           | 阿薩杜拉·穆巴謝里                                  |
| 劳工和社会福利部 | 达流士·福鲁哈尔                                    |
| 石油部           | 阿里-阿克巴·莫因法爾                               |
| 道路及交通運輸部 | 優素福·塔赫里                                      |
| 科學研究與技術部 | 阿里·沙里亞特馬達里                                |
| 旅遊部           | 納賽爾·米納切                                      |

## 請辭
1979年11月4日，美國大使官員被脅持為人質，伊朗总理及內閣官員在兩天後集體請辭。巴扎爾甘在寫給霍梅尼的信件中提到「……不斷的干預、麻煩、阻力和爭議使我和我的同事無法繼續履行我們的職務……」。
臨時政府請辭後，權力交給革命議會。巴扎爾甘支持革命起草憲法更甚於教法學家的神權統治，霍梅尼接納了他的請辭，稱「巴扎爾甘先生感到有些疲憊，他希望可以稍作休息」，後來霍梅尼形容他當初任命巴扎爾甘是一個「錯誤」。

## 註腳
1. ↑  . تاریخ ایرانی. 2009-12-29  [2023-10-13]. （原始内容存档于2023-10-13） （波斯语）.
2. ↑  Shain, Linz & Berat 1995，第127頁
3. ↑  Chehabi 1990，第257頁
4. ↑  Wagner 2010，第68頁
5. ↑  . irdc.ir.   [2011-10-19]. （原始内容存档于2011-09-30） （波斯语）.
6. ↑  Moin 2009，第204頁
7. ↑  Arjomand 1989，第135頁
8. ↑  Moin 2000，第222頁